# 早池峰ダム
早池峰ダム（はやちねダム）は、岩手県花巻市大迫町（旧稗貫郡大迫町）地先、一級河川・北上川水系稗貫川（上流では岳川と呼ばれる）に建設されたダムである。
岩手県 ‐ 県南広域振興局花巻土木センターが管理する補助多目的ダムで、堤高73.5mの重力式コンクリートダムである。稗貫川の治水及び花巻地域の水がめとして建設された。ダム湖は霊峰・早池峰山に因んで早池峰湖（はやちねこ）と名付けられた。

## 沿革
北上川水系は「北上川五大ダム」計画で建設省（現・国土交通省）により北上川本川と雫石川・和賀川・猿ヶ石川・胆沢川に多目的ダムが建設されていた。一方岩手県も独自に補助多目的ダムの建設を北上川支流で進め、中津川には綱取ダム（重力式コンクリートダム・59.0m）を1982年（昭和57年）に完成させていた。
稗貫川は花巻市内で北上川に合流する主要支川の一つであるが、昔から洪水を繰り返し流域に被害をもたらしていた。一方花巻市の人口は次第に増加、花巻空港の完成や東北自動車道の整備等により工業地域の拡充は顕著となり、これに伴う水需要は急速に高まっていった。更に和賀・稗貫地域の通称「稗和地区」は古来より農業が盛んなのにも拘らずかんがい用水の不足が起き易く、豊沢ダム（豊沢川）が稗和西部に完成したものの東部地域の農業用水は不足しがちであった。
こうした需要もあり岩手県は稗貫川本川に洪水調節と花巻市等への上水道・工業用水道供給、稗和地域へのかんがいそして県営水力発電を目的に稗貫郡大迫町落合地先に補助多目的ダムを計画した。当初はダム所在地から「落合ダム」というダム名であったが、1988年（昭和63年）に地元の要望によって霊峰・早池峰山から名を取って翌1989年（平成元年）に「早池峰ダム」へと改名した。2000年（平成12年）に完成している。自然越流型のいわゆる「坊主ダム」で、満水になると自然に洪水吐きから放流される方式を採用していて、水門は設置されていない。

## 早池峰の玄関口
ダムは早池峰国定公園の早池峰山入口にあたる。付近を走る道路は地元より名称が公募され、エーデルエコーラインと名付けられた。花巻市・国道396号（遠野街道）から早池峰山に通じる基幹道路である。ダム湖である早池峰湖沿いには道の駅や親水公園が整備されている。1970年（昭和45年）、岩手国体の山岳競技が早池峰山で行われたのを記念し早池峰ロードレース大会が毎年行われているが、ダムが完成した2000年からは早池峰湖湖岸道路を周回するコースに変更された。3km～15kmまでのロードレースに加えウォーキング部門もあり、例年900名近くがエントリーし健脚を競っている。
ダムの所在地であった稗貫郡大迫町は付近の市町（花巻市、石鳥谷町、東和町及び大迫町）と、平成の大合併（平成18年1月1日付）によって花巻市と合併した。現在のダム所在地は花巻市である。

## 早池峰湖に架かる橋
- うすゆき大橋
- 落合大橋